# District d'Ambohidratrimo
Ambohidratrimo est un district de Madagascar, situé dans la partie nord-ouest de la province d'Antananarivo, dans la région d'Analamanga. Son chef-lieu est Ambohidratrimo.
Le district est constitué de vingt-quatre kaominina rurales et urbaines sur une superficie de 1 402 km2 pour une population de 378 099 habitants.

## Monument
Le palais d'Ambohidratrimo est un monument important de l'histoire de Madagascar. Les vestiges du passé tels que les tombeaux royaux y sont soigneusement conservés. Dans la nuit du 26 août 2015, le palais prend feu. Selon les premières constatations sur place des autorités compétentes, l'incendie est d'origine criminelle,,.

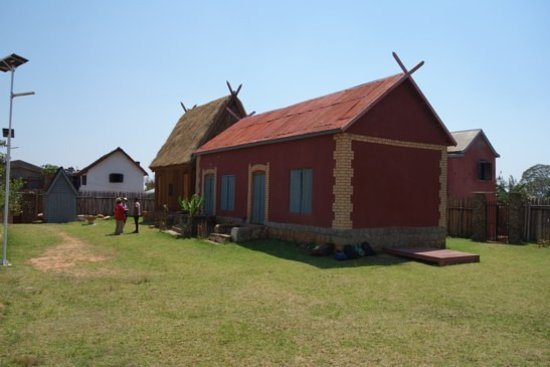
Photo du palais d'Ambohidratrimo